# Де Ситтер (лунный кратер)
Кратер Де Ситтер (лат. De Sitter) — крупный древний ударный кратер в северной приполярной области видимой стороны Луны. Название присвоено в честь нидерландского астронома Виллема Де Ситтера (1872—1934) и утверждено Международным астрономическим союзом в 1964 г. Образование кратера относится к нектарскому периоду.

## Описание кратера

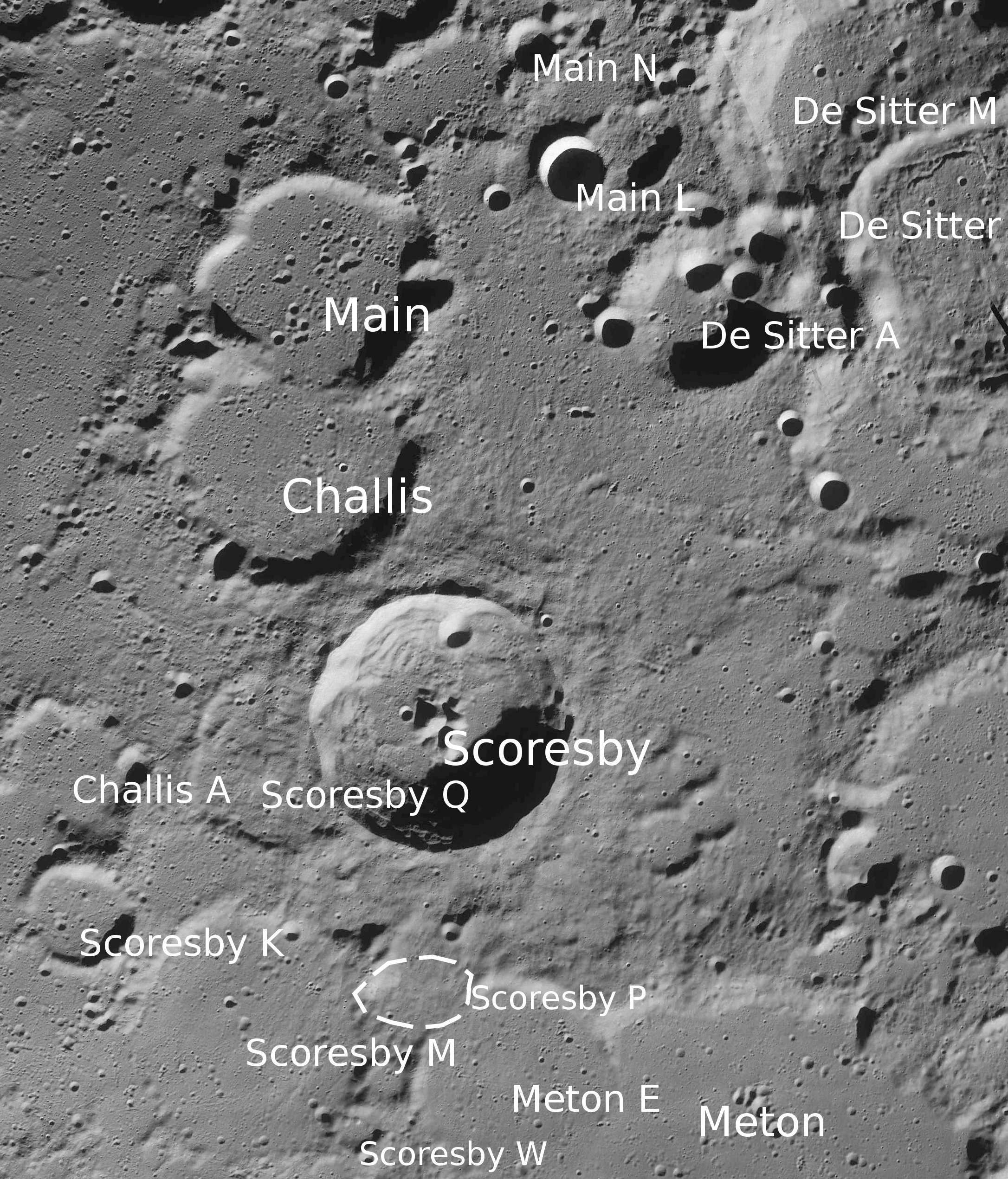
Окрестности кратера Де Ситтер. Снимок Lunar Reconnaissance Orbiter.

Ближайшими соседями кратера являются кратер Чаллис на западе; кратер Мейн на западе-северо-западе; кратеры Джоя и Бэрд на северо-западе; кратер Нансен на востоке; кратер Петерман на юго-востоке, кратер Байо на юге; кратер Евктемон на юге-юго-востоке и кратер Скорсби на западе-юго-западе. Селенографические координаты центра кратера 79°49′ с. ш. 38°34′ в. д. / 79,81° с. ш. 38,57° в. д., диаметр 63,8 км, глубина 3,4 км.
Кратер Де Ситтер, вместе с сателлитными кратерами Де Ситтер L и Де Ситтер M (см. ниже), образует необычную формацию из трех кратеров. Сам кратер имеет полигональную форму и значительно разрушен за длительное время своего существования. Вал кратера перекрывает сателлитный кратер Де Ситтер L своей юго-западной частью и сателлитный кратер Де Ситтер М северной частью, в этих местах вал кратера имеет следы существенного обрушения. высота вала над окружающей местностью достигает 1240 м, объем кратера составляет приблизительно 3500 км³. Дно чаши кратера неровное, холмистое, отмечено множеством кратеров различного размера, в центре чаши располагается округлый хребет с возвышением 400 м. У подножия внутреннего склона вала находится несколько борозд, которые возможно имеют вулканическое происхождение.
Из-за расположения у северного полюса кратер при наблюдениях с Земли имеет искаженную форму препятствующую его детальному изучению. По этой же причине даже в разгар лунного дня кратер освещается лишь наклонными лучами Солнца.

## Сателлитные кратеры
| Де Ситтер | Координаты                                            | Диаметр, км |
| --------- | ----------------------------------------------------- | ----------- |
| A         | 80°14′ с. ш. 26°34′ в. д. / 80,24° с. ш. 26,57° в. д. | 36,0        |
| F         | 80°02′ с. ш. 49°48′ в. д. / 80,03° с. ш. 49,8° в. д.  | 22,9        |
| G         | 78°47′ с. ш. 42°00′ в. д. / 78,78° с. ш. 42° в. д.    | 9,7         |
| L         | 78°52′ с. ш. 34°31′ в. д. / 78,86° с. ш. 34,52° в. д. | 69,4        |
| M         | 81°07′ с. ш. 37°34′ в. д. / 81,11° с. ш. 37,57° в. д. | 75,5        |
| U         | 77°44′ с. ш. 46°03′ в. д. / 77,73° с. ш. 46,05° в. д. | 35,4        |
| V         | 79°04′ с. ш. 56°28′ в. д. / 79,06° с. ш. 56,47° в. д. | 19,2        |
| W         | 79°31′ с. ш. 53°02′ в. д. / 79,51° с. ш. 53,04° в. д. | 44,4        |
| X         | 80°11′ с. ш. 54°07′ в. д. / 80,18° с. ш. 54,12° в. д. | 11,0        |

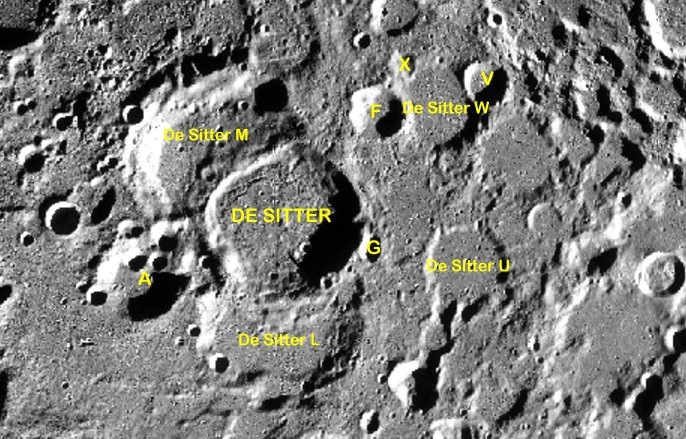
Снимок Lunar Reconnaissance Orbiter.

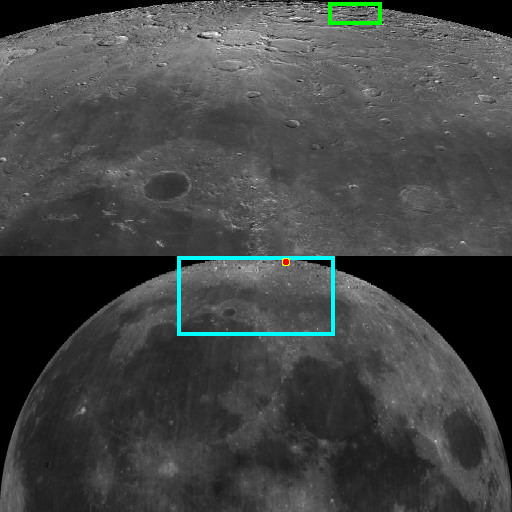
Месторасположение кратера

- Образование сателлитных кратеров Де Ситтер A и M относится к нектарскому периоду[1].
- Образование сателлитного кратера Де Ситтер L относится к донектарскому периоду[1].